# Porella reduplicata
Porella reduplicata is een mosdiertjessoort uit de familie van de Bryocryptellidae. De wetenschappelijke naam van de soort is voor het eerst geldig gepubliceerd in 1933 door Osburn.